# Mistrzostwa Europy w Rugby 7 Mężczyzn 2021
Mistrzostwa Europy w Rugby 7 Mężczyzn 2021 – dziewiętnaste mistrzostwa Europy w rugby 7 mężczyzn, oficjalne międzynarodowe zawody rugby 7 o randze mistrzostw kontynentu organizowane przez Rugby Europe mające na celu wyłonienie najlepszej męskiej reprezentacji narodowej w tej dyscyplinie sportu w Europie. Zostały rozegrane w formie pięciu turniejów w trzech hierarchicznie ułożonych dywizjach w okresie od 5 czerwca do 11 lipca 2021 roku. W walce o tytuł mistrzowski brało udział osiem zespołów, pozostałe europejskie drużyny, które przystąpiły do rozgrywek, występowały w niższych dywizjach, pomiędzy wszystkimi trzema istniał system awansów i spadków.
W obydwu turniejach zwyciężali reprezentanci Hiszpanii, zdobywając tym samym swój pierwszy tytuł mistrza kontynentu.
Wszystkie turnieje były transmitowane w Internecie.

## Informacje ogólne
W połowie marca 2021 roku, pomimo pandemii COVID-19, Rugby Europe potwierdził, iż sezon rugby 7 odbędzie się zgodnie z harmonogramem, a dwa miesiące później ogłoszono jego szczegóły. Mistrzostwa zostały rozegrane w formie pięciu turniejów – dwóch w GPS oraz trzech w niższych dywizjach
Mistrzem Europy zostawała drużyna, która po rozegraniu dwóch turniejów w okresie od czerwca do lipca – w Lizbonie i Moskwie – zgromadziła najwięcej punktów, które były przyznawane za zajmowane w nich miejsca:
| Miejsce | Punkty |
| ------- | ------ |
| 1       | 20     |
| 2       | 18     |
| 3       | 16     |
| 4       | 14     |
| 5       | 12     |
| 6       | 10     |
| 7       | 8      |
| 8       | 6      |

Reprezentacje w każdym z turniejów zostały podzielone na dwie czterozespołowe grupy rywalizujące w pierwszej fazie w ramach grup systemem kołowym o rozstawienie przed trzyrundową fazą pucharową. W fazie grupowej spotkania toczone były bez ewentualnej dogrywki, za zwycięstwo, remis i porażkę przysługiwały odpowiednio trzy, dwa i jeden punkt, brak punktów natomiast za nieprzystąpienie do meczu. W przypadku tej samej liczby punktów ich lokaty miały być ustalane kolejno na podstawie:
1. wyniku meczów pomiędzy zainteresowanymi drużynami;
2. lepszego bilansu punktów zdobytych i straconych;
3. lepszego bilansu przyłożeń zdobytych i straconych;
4. większej liczby zdobytych punktów;
5. większej liczby zdobytych przyłożeń;
6. rzutu monetą.

W przypadku remisu w fazie pucharowej organizowana była dogrywka składająca się z dwóch pięciominutowych części, z uwzględnieniem reguły nagłej śmierci.
Przystępujące do turnieju reprezentacje mogły liczyć maksymalnie dwunastu zawodników. Rozstawienie w każdych zawodach następowało na podstawie wyników poprzedniego turnieju, a w przypadku pierwszych zawodów – na podstawie rankingu z poprzedniej edycji.
Pomiędzy dywizjami istniał system awansów i spadków – po zakończonym sezonie najsłabsza reprezentacja z Grand Prix Series oraz po dwie z kolejnych dwóch poziomów rozgrywek zostały relegowane do niższej klasy rozgrywkowej, a ich miejsce zajęli odpowiednio zwycięzca Trophy i finaliści Conference – z zastrzeżeniem, iż chronieni przed spadkiem są gospodarze turniejów. Sędziowie zawodów.

## Turnieje

### Lizbona (5–6 czerwca)
| Miejsce | Reprezentacja |
| ------- | ------------- |
| 1       | Hiszpania     |
| 2       | Niemcy        |
| 3       | Rosja         |
| 4       | Portugalia    |
| 5       | Gruzja        |
| 6       | Włochy        |
| 7       | Litwa         |
| 8       | Polska        |

|  |                |            |           |                   |    |        |        |       |
|  | Półfinały      | Półfinały  | Półfinały |                   |    | Finał  | Finał  | Finał |
|  | Półfinały      | Półfinały  | Półfinały |                   |    | Finał  | Finał  | Finał |
|  | 6 czerwca 2021 |            |           |                   |    |        |        |       |
|  |                |            |           |                   |    |        |        |       |
|  | Niemcy         | Niemcy     | 7         |                   |    |        |        |       |
|  | Niemcy         | Niemcy     | 7         | 6 czerwca 2021    |    |        |        |       |
|  | Rosja          | Rosja      | 5         |                   |    |        |        |       |
|  | Rosja          | Rosja      | 5         |                   |    | Niemcy | Niemcy | 17    |
|  | 6 czerwca 2021 |            |           |                   |    | Niemcy | Niemcy | 17    |
|  |                |            | Hiszpania | Hiszpania         | 19 |        |        |       |
|  | Hiszpania      | Hiszpania  | Hiszpania | Hiszpania         | 19 | 38     |        |       |
|  | Hiszpania      | Hiszpania  |           |                   |    |        |        |       |
|  | Portugalia     | Portugalia | 14        |                   |    |        |        |       |
|  | Portugalia     | Portugalia | 14        | Mecz o 3. miejsce |    |        |        |       |
|  |                |            |           |                   |    |        |        |       |
|  | 6 czerwca 2021 |            |           |                   |    |        |        |       |
|  |                |            |           |                   |    |        |        |       |
|  | Portugalia     | Portugalia | 12        |                   |    |        |        |       |
|  | Portugalia     | Portugalia | 12        |                   |    |        |        |       |
|  | Rosja          | Rosja      | 14        |                   |    |        |        |       |
|  | Rosja          | Rosja      | 14        |                   |    |        |        |       |

### Moskwa (26–21 czerwca)
| Miejsce | Reprezentacja |
| ------- | ------------- |
| 1       | Hiszpania     |
| 2       | Litwa         |
| 3       | Niemcy        |
| 4       | Rosja         |
| 5       | Gruzja        |
| 6       | Włochy        |
| 7       | Portugalia    |
| 8       | Polska        |

|  |                 |           |           |                   |   |           |           |       |
|  | Półfinały       | Półfinały | Półfinały |                   |   | Finał     | Finał     | Finał |
|  | Półfinały       | Półfinały | Półfinały |                   |   | Finał     | Finał     | Finał |
|  | 27 czerwca 2021 |           |           |                   |   |           |           |       |
|  |                 |           |           |                   |   |           |           |       |
|  | Niemcy          | Niemcy    | 0         |                   |   |           |           |       |
|  | Niemcy          | Niemcy    | 0         | 27 czerwca 2021   |   |           |           |       |
|  | Hiszpania       | Hiszpania | 19        |                   |   |           |           |       |
|  | Hiszpania       | Hiszpania | 19        |                   |   | Hiszpania | Hiszpania | 47    |
|  | 27 czerwca 2021 |           |           |                   |   | Hiszpania | Hiszpania | 47    |
|  |                 |           | Litwa     | Litwa             | 5 |           |           |       |
|  | Litwa           | Litwa     | Litwa     | Litwa             | 5 | 21        |           |       |
|  | Litwa           | Litwa     |           |                   |   |           |           |       |
|  | Rosja           | Rosja     | 19        |                   |   |           |           |       |
|  | Rosja           | Rosja     | 19        | Mecz o 3. miejsce |   |           |           |       |
|  |                 |           |           |                   |   |           |           |       |
|  | 27 czerwca 2021 |           |           |                   |   |           |           |       |
|  |                 |           |           |                   |   |           |           |       |
|  | Niemcy          | Niemcy    | 19        |                   |   |           |           |       |
|  | Niemcy          | Niemcy    | 19        |                   |   |           |           |       |
|  | Rosja           | Rosja     | 12        |                   |   |           |           |       |
|  | Rosja           | Rosja     | 12        |                   |   |           |           |       |